# Dekoza
Dekoza (od kasnolat. decas, skup od deset, st. grč. δέκας, dékas, od δέκα, déka: deset + lat. -osus: šećer) je vrsta jednostavnih šećera. U molekuli sadrži deset atoma ugljika.
Kemijske je formule C10(H2O)10 ili C10H20O10. 
Javlja se kod razgranatih monosaharida (kariofiloza: 3,6,10-trideoksi-4-C-(R)-hidroksietil-D-eritro-D-gulo-dekoza)
Identificirana je kao sastavnica dvaju homopolimernih O-lanaca polisaharida fitopatogene bakterije Burkholderia caryophylli LPS odgovorne za venuće karanfila.

## Vanjske poveznice
- Nitrile oxide/isoxazoline approach to higher monosaccharides: synthesisof 7-deoxy-nonose and -decosederivatives 1. R. Michael Paton and Anne A. Young . J. Chem. Soc., Perkin Trans. 1, 1997, 629-636. DOI: 10.1039/A606093E